# Púgio

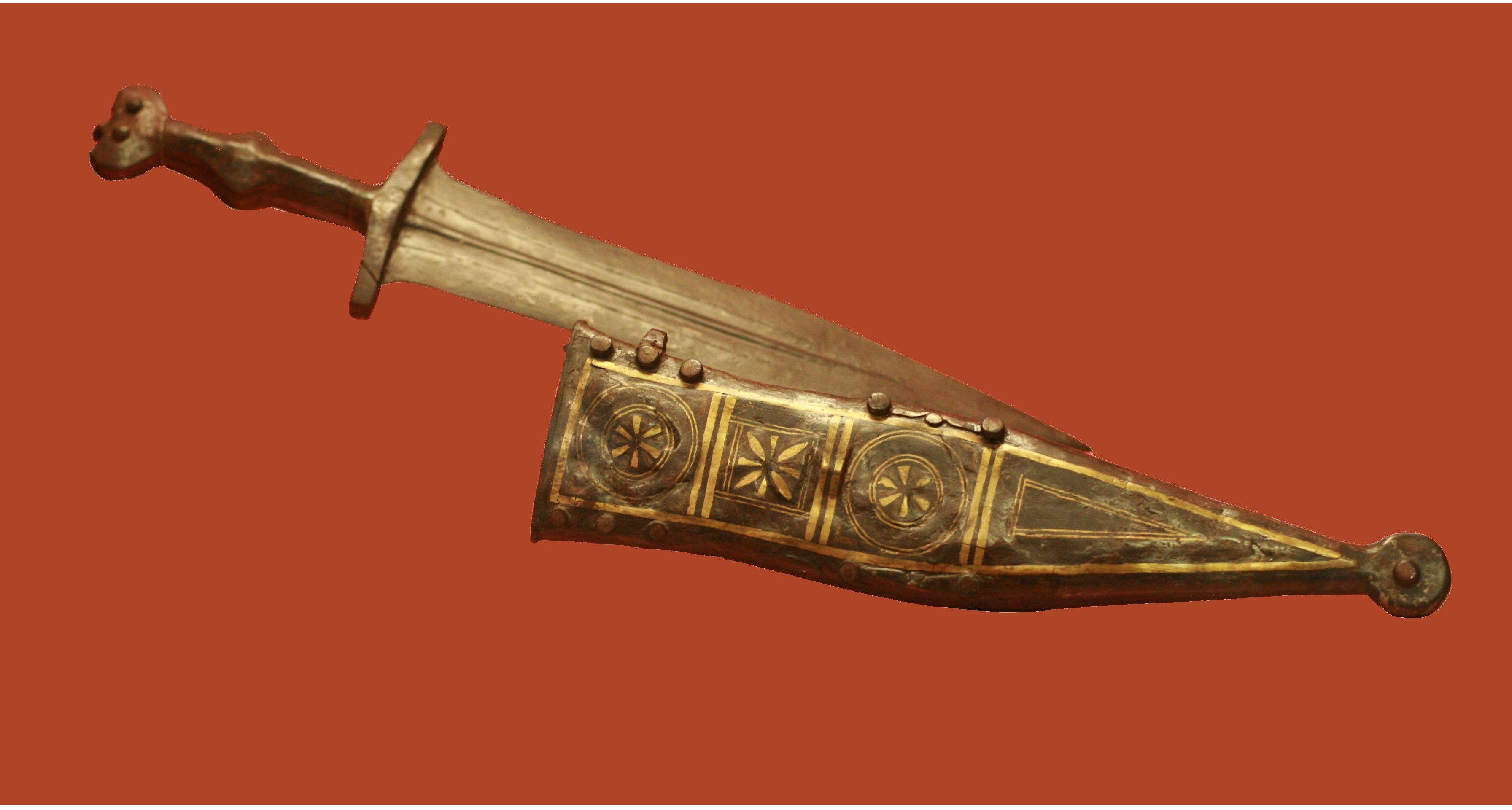
Reconstrução de um púgio romano do século II, Museu de Carnunto

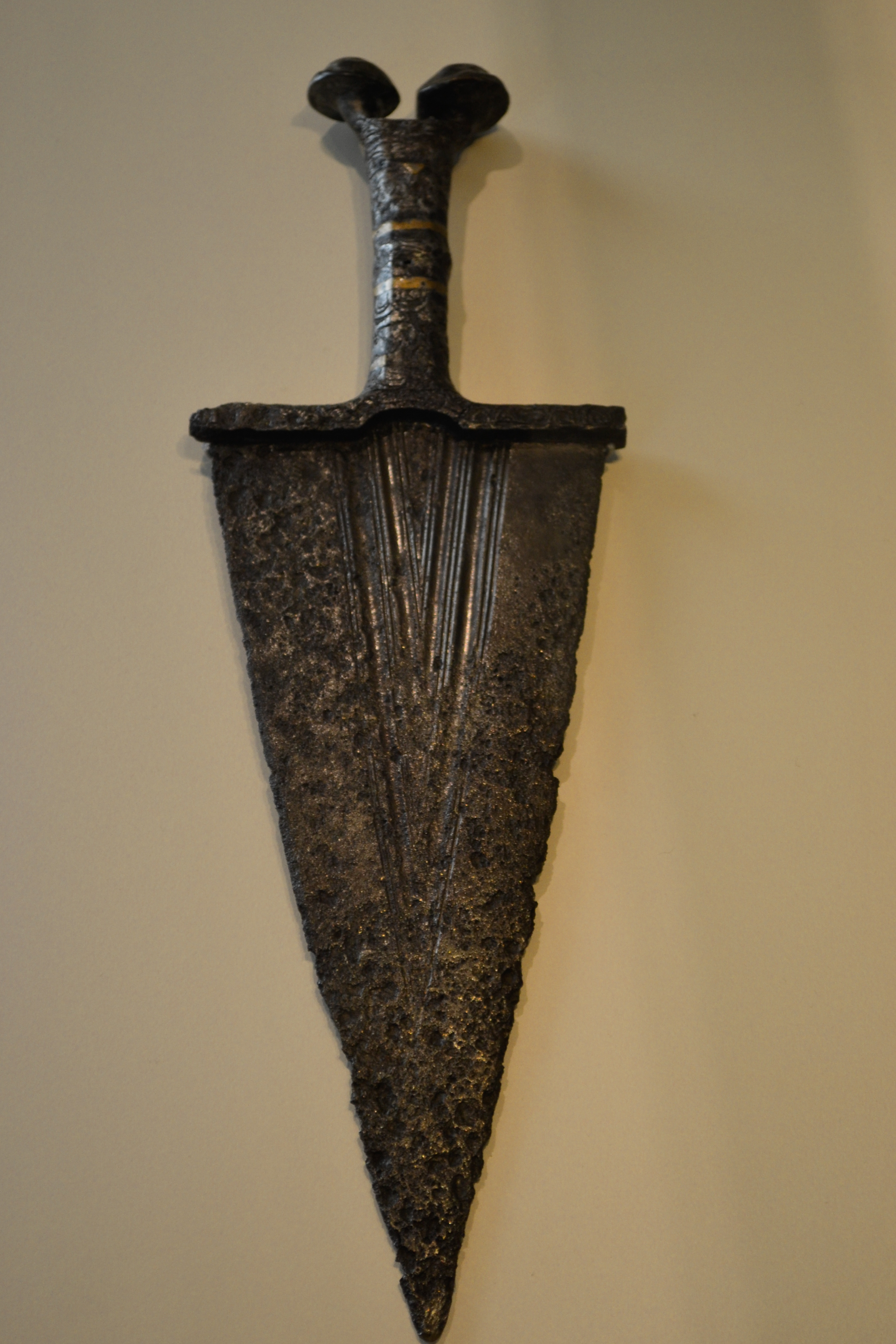
Púgio ibérico de ferro forjado, séculos II e IV - Museu Arqueológico Nacional de Espanha

Púgio ou pugião (em latim: pugio; pl. pugiones; em grego: μάχαιρα; romaniz.: máchaira) era uma adaga, um punhal ou faca de dois gumes e lâmina larga triangular ou foliforme, cujo nome, tanto em grego como em latim (ambos  desinências das respectivas palavras para "punho"), denota a pequenez do artefato e a maneira de segurá-lo na mão.
De origem celtibera, chegou a ser utilizada como segunda arma pelos legionários.

## Características
A lâmina, geralmente de bronze ou ferro, teria cerca de 15 a 28 centímetros de comprimento e 5 centímetros de largura.
O punho, variadamente ornado ou enriquecido, às vezes feito de madeira dura preta do terebinto sírio, podia ter entre 10 e 13 centímetros de comprimento. Pesava cerca de 450 a 700 gramas em média. 
O pomo (então chamado capulus) foi sofrendo alterações desde o século I até ao II. Originalmente era esférico, mas foi sendo substituído por pomos mais bulbosos e trapezoidais. Por volta do século III, quando o púgio conhece um novo surto de popularidade, os pomos ganham um formato de crescente, "língua de carpa" ou "em antenas", como aconteceu aos gládios, durante o mesmo período histórico. 

## Uso
Tal como o gládio, o púgio seria certamente uma arma mormente perfurante, o que, por sinal, era o tipo de arma predilecto dos Romanos. Para este efeito, o escritor romano Vegécio, lavrou:
Um golpe com o gume, mesmo que desferido com força, raramente mata […] Por outro lado, as punhaladas, basta que penetrem duas polegadas, para que sejam fatais […] O corpo está a coberto, quando a estocada é desferida, e o adversário leva com a ponta antes de ver a espada sequer. Este era o método de combate primacial empregue pelos Romanos […]
É possível que Vegécio esteja a exagerar, especialmente tendo em vista que há inúmeras representações romanas de soldados a dilacerar com armas cortantes e não apenas a perfurar os inimigos. Inobstante, é um relato relevante para depreender o papel do púgio para os romanos.
Além da sua utilização pelas legiões romanas, também era uma das armas utilizadas pelo reciário.
Há abundantes referências aos pugiões na literatura romana imperial, mormente nas obras de Tácito e Suetónio. Tácito relata que Cneu Domício Córbulo deu ordem de execução a um legionário por não portar espada, enquanto abria um valado, e a outro por só portar o púgio, enquanto cumpria a mesma tarefa. Daqui não podemos, no entanto, depreender que o púgio fosse portado universalmente por todos os legionários. Com efeito, exumações a tumbas de legionários do séc. I d.C. revelaram que nem toda a soldadesca teria púgios. As tropas equestres por vezes também portavam pugiões. 
Tácito também relata uma ocorrência em que um centurião, de nome Semprónio Denso, da guarda pretoriana, desembainhou o púgio para salvar Lúcio Calpúrnio Pisão Liciniano num momento de aperto.
Esta adaga foi, também, o implemento de eleição para assassinato e suicídios, por ser maneirinha o suficiente para se poder ocultar discretamente, entre as vestes romanas. De acordo com registos da época, como sendo as Cartas de Marco Túlio Cícero  e a obra «Vidas dos Doze Césares» de Suetónio, não só Marco Bruto, mas todos os conspiradores que apunhalaram Júlio César serviram-se de pugiões. 